# Gagrella obscura
Gagrella obscura is een hooiwagen uit de familie Sclerosomatidae.